# Holoaden
Holoaden – rodzaj płazów bezogonowych z podrodziny Holoadeninae w obrębie rodziny Craugastoridae.

## Rozmieszczenie geograficzne
Rodzaj obejmuje gatunki występujące w południowo-wschodniej Brazylii.

## Systematyka
Rodzaj zdefiniował w 1920 roku brazylijski przyrodnik Alípio de Miranda Ribeiro w artykule zatytułowanym Kilka uwag na temat Hololoaden lüderwaldti i pokrewnych gatunków, opublikowanym w czasopiśmie „Revista do Museu Paulista”. Gatunkiem typowym jest (oznaczenie monotypowe) H. luederwaldti.

### Etymologia
Holoaden: gr. ὁλος holos ‘kompletny, cały’; αδην adēn, αδενος adenos ‘gruczoł’.

### Podział systematyczny
Do rodzaju należą następujące gatunki:
- Holoaden bradei Lutz, 1958
- Holoaden luederwaldti Miranda-Ribeiro, 1920
- Holoaden pholeter Pombal, Siqueira, Dorigo, Vrcibradic & Rocha, 2008
- Holoaden suarezi Martins & Zaher, 2013